# Університет штучного інтелекту та цифровізації
Університет штучного інтелекту та цифровізації — приватний український заклад вищої освіти IV рівня акредитації.
Університет є освітнім кластером, що включає власне університет (бакалаврат, магістратура, аспірантура), післядипломну освіту (підвищення кваліфікації), коледж та професійно-технічну освіту.

## Контингент і напрями підготовки
В університеті 800 студентів, 57 викладачів, 40 кандидатів наук, 21 професор.
Університет проводить підготовку за напрямами: Інформаційні технології (Кібербезпека, Системний аналіз, Комп'ютерні науки, Комп'ютерна інженерія, Інженерія програмного забезпечення, Інформаційні системи та технології); Автоматизація та приладобудування (Автоматизація та комп'ютерно-інтегровані технології), Архітектура та будівництво (Геодезія та землеустрій); Управління та адміністрування (Підприємництво, торгівля та біржова діяльність, Публічне управління та адміністрування, Маркетинг, Фінанси, банківська справа та страхування, Облік і оподаткування, Менеджмент); Право.

## Історія
Університет зареєстрований 23 грудня 2020 в Києві по вулиці Січових Стрільців, будинок 23-А. Статутний капітал складає 1,2 млн грн. Ректор університету — професор Дарина Кушерець.

## Викладачі
Серед професорсько-викладацького складу університету:
- Кармаза Олександра Олександрівна — професор кафедри приватного, публічного права та предиктивного правосуддя, доктор юридичних наук, член Центральної виборчої комісії України.

## Суспільна діяльність
Університет є генеральним партнером щорічного конкурсу «Молодий вчений року».